# Паулино (Ярославская область)
Пау́лино — деревня в Шашковской сельской администрации Назаровского сельского поселения Рыбинского района Ярославской области.
Деревня расположена на левом берегу реки Жидогость, к северу от автомобильной дороги Шашково-Тутаев. На противоположном правом берегу на расстоянии около 1 км ниже по течению стоит деревня Куликово. Также на противоположном берегу, примерно в 1,5 км на северо-запад — деревня Чернышкино. Ниже по течению на том же берегу на расстоянии около 2 км стоит деревня Бурнаково. Просёлочная дорога в юго-восточном направлении связывает с деревней Мошково. В северном направлении на расстоянии около 6 км ненаселённый лес вплоть до долины реки Колокша. В восточном направлении — ненаселенный лес примерно на расстоянии 10 км, за которым населённые пункты Тутаевского района, находящиеся в долине реки Чернуха.
Почтовое отделение Шашково обслуживает в деревне Паулино 7 домов.
| 2007 | 2010 |
| ---- | ---- |
| 3    | ↘0   |